# لقمان (هوراند)
لقمان یکی از روستاهای استان آذربایجان شرقی است که در دهستان دیکله بخش مرکزی شهرستان هوراند واقع شده‌است. این روستا ۱۱۸ نفر جمعیت دارد.